# Shenyang Spartans
Gli Shenyang Spartans sono una squadra di football americano di Shenyang, in Cina.

## Dettaglio stagioni

### Tornei nazionali

#### Campionato

##### Torneo di Primavera
| Stagione | regular season | regular season | regular season | regular season | regular season | regular season | playoff | playoff | playoff | playoff | playoff | playoff   | playoff          |
|          | Vin            | Par            | Per            | Tot            | PF             | PS             | Vin     | Per     | Tot     | PF      | PS      | risultato | avversaria       |
| -------- | -------------- | -------------- | -------------- | -------------- | -------------- | -------------- | ------- | ------- | ------- | ------- | ------- | --------- | ---------------- |
| 2021     | -              | -              | -              | -              | -              | -              | 3       | 1       | 4       | 98      | 60      | Finale    | Chengdu Pandaman |
| Totale   | -              | -              | -              | -              | -              | -              | 3       | 1       | 4       | 98      | 60      |           |                  |

Fonti: Enciclopedia del Football - A cura di Roberto Mezzetti

### Riepilogo fasi finali disputate
| Anno           | Luogo | Evento              | Fase del torneo | Incontro                             | Risultato |
| 26 giugno 2021 |       | Torneo di Primavera | Finale          | Chengdu Pandaman - Shenyang Spartans | 40 - 14   |